# Ника (телерадиокомпания)
Телерадиокомпания «Ни́ка» — вещательная организация Калужской области. Действует в форме общества с ограниченной ответственностью. Включает в себя телеканал «Ника ТВ» и радиостанцию «Ника FM». Является телерадиоканалом, вещающим без «включений» сетевого партнёра. Кроме собственных каналов вещания программы «Ники» ежедневно с 06:00 до 09:00 и с 17:00 до 19:00 транслируются на канале и сайте «Общественного телевидения России».

## Параметры спутникового телевизионного вещания
| Орбитальная позиция | Спутник      | Частота | Стандарт вещания   | Символьная скорость | FEC |
| ------------------- | ------------ | ------- | ------------------ | ------------------- | --- |
| 60.0°E              | Intelsat 33e | 11522 V | DVB-S MPEG-2       | 3700                | 3/4 |
| 36.1°E              | Express AMU1 | 12476 R | DVB-S2 8PSK MPEG-4 | 27500               | 3/4 |

## Эфирное вещание радиостанции «Ника FM»
Передатчики телерадиокомпании установлены в большинстве населённых пунктов Калужской области:
| населённый пункт | частота вещания | населённый пункт | частота вещания | населённый пункт | частота вещания |
| ---------------- | --------------- | ---------------- | --------------- | ---------------- | --------------- |
| Калуга           | 103,1 МГц       | Людиново         | 104,7 МГц       | Сухиничи         | 103,8 МГц       |
| Барятино         | 101,9 МГц       | Медынь           | 101,4 МГц       | Таруса           | 106,3 МГц       |
| Бетлица          | 69,77 МГц       | Мосальск         | 100,0 МГц       | Ульяново         | 105,2 МГц       |
| Износки          | 105,4 МГц       | Обнинск          | 104,5 МГц       | Юхнов            | 101,8 МГц       |
| Киров            | 102,3 МГц       | Спас-Деменск     | 103,3 МГц       | Хвастовичи       | 105,0 МГц       |

## История
Создана 20 февраля 1991 года как независимая телекомпания «Ника». В 2001 году собственником телерадиокомпании стала Калужская область, функции её учредителя в настоящее время выполняет региональное министерство внутренней политики и массовых коммуникаций. 31 декабря 2003 года в состав телерадиокомпании вошла радиостанция «Ника FM».

### Радиостанция
«Ника FM» начала вещание в городе Калуга 31 декабря 2003 года. Однако, более года основным наполнением эфира являлись передачи и музыка радиостанции «Милицейская волна», выпуски новостей были единственным программным продуктом собственного производства. Полностью самостоятельный контент «Ника FM» стала транслировать в эфир с 1 апреля 2005 года, перейдя при этом на круглосуточное вещание.
Основными программами того времени являлись: ток-шоу «Неслучайный разговор» (интервью с приглашённым гостем в прямом эфире на актуальные темы для жизни города и области, звонками слушателей в эфир), «Привет в обед» (музыка по заявкам), хит-парад «Лучшая двадцатка», «История одного хита» (история создания известной песни), «Музыкальные ведомости» (новости музыки), «Широкий экран» (новости кино), «GSM News» (программа о телефонии), передача о кулинарии «Большая ложка».
В начале 2014 года радиостанция поменяла музыкальное наполнение эфира, а также почти полностью изменила сетку вещания. Это первая региональная эфирная радиостанция, покрывающая территорию всей Калужской области.
Формат радиостанции — музыкально-информационный. Целевая аудитория — слушатели в возрасте от 30 лет и старше. В эфире радио «Ника FM» звучит рок и популярная музыка, написанная начиная с 90-х годов прошлого века, а также современные хиты. В авторских программах можно услышать композиции различных жанров, в том числе и сочинения калужских авторов
Основными эфирными программами Ники FM, помимо ежечасовых новостей, являются: программа о современном искусстве «Арт-хаос», «Все свои» (программа о музыке и музыкантах, выступающих в прямом эфире), программа о детях «Жизнь замечательных детей», «Час вечера» (часовое интервью с людьми редких профессий или увлечений), программа «Моя Радиола», посвящённая музыке прошлого века, «Личное дело» (еженедельное часовое интервью с гостем программы и трансляцией предпочитаемых им музыкальных композиций), утреннее шоу «КлубНика», программа «Музыкальный автомат», в которой каждый желающий может заказать свои любимые песни, «Хочу всё знать» — программа, посвящённая интересным фактам и явлениям, литературная программа «Читальный зал».
К праздничным событиям в жизни города и области Ника FM проводит специальные программы и акции. Например, к Дню Победы ежегодно организуется «Радио Победы».
7 мая 2015 года «Ника FM» провела 24 часовой радио-марафон в студии на открытом воздухе, размещённой на Театральной площади Калуги. Его вели Игорь Корнилов, Яна Миронова и Дмитрий Ченцов. Музыка без комментариев участников марафона (музыкальные заставки, песни) допускалась только в период их отдыха. Участники марафона покидали площадку не более, чем на 15 минут после каждых 3 часов.
26 мая 2015 года марафон Ники FM был занесён в Книгу рекордов России как самый продолжительный прямой радиоэфир в выездной студии на открытом воздухе.
В настоящее время радиостанция осуществляет вещание в Интернете.

### Телеканал
Телевизионная программа «Ники ТВ» формируется с расчётом на регионального российского зрителя. В эфире канала: художественные фильмы (российские и зарубежные), сериалы, документальные проекты, многие из которых собственного производства.
Каждые сутки (по будням) на телеканале восемь выпусков новостей. Программа «Информационные итоги недели» выходит каждую субботу.
В редакции тематических и новостных программ создаются около 20-ти социальных, информационно-аналитических, развлекательных и познавательных программ, охватывающих разные темы и предназначенные для зрителей всех возрастных групп.
Студия и технический центр телерадиокомпании оснащены современным студийным и передающим оборудованием. В конце 2014 года введена в строй большая студия. Один из популярных проектов — программа «Главное», в прямом эфире которой, ведущие обсуждают со зрителем самые острые и интересные темы.
На сайте компании есть раздел «Я репортёр». Любой желающий может сообщить об актуальной новости, отправить фотоматериалы или видеозапись в студию.
Программы студии «Ника» не раз занимали призовые места в областных и всероссийских конкурсах. Программа «Новости» является лауреатом премии им. Владислава Кирюхина, учреждённой областным правительством. Информационные сюжеты, тематические программы и фильмы, созданные в телерадиокомпании широко известны телезрителям в регионе и России.
В 2014 году одной из первых в России, телекомпанией были внедрены и используются новейшие технологии от Dalet. Установлена «Dalet News Suite» — система для обработки и выдачи в эфир новостных программ на 26 рабочих мест.
В настоящее время программы телерадиокомпании «Ника» транслируются общероссийским оператором спутникового телевидения Триколор ТВ и входят в пакеты: «Единый» и «Золотая карта. Всё включено».
С 1 сентября 2016 года телеканал ведёт вещание на своём сайте в Интернете.
Решением Федеральной конкурсной комиссии по телерадиовещанию от 1 февраля 2017 года телеканал «Ника-ТВ» выбран обязательным общедоступным региональным телеканалом («21-я кнопка») Калужской области.
С декабря 2019 программы телеканал Ника ТВ в рамках врезок «ОТР» (9-й канал первого мультиплекса) вещает ежедневно с 06:00 до 09:00 и с 17:00 до 19:00.

## Награды и премии
Телерадиокомпания «Ника» неоднократно становилось лауреатом премии имени Владислава Кирюхина в области радио- и тележурналистики:
В 2006 году — за специальный проект — «Образовательный канал»;
В 2008 году — за цикл фильмов, посвящённых 65-летию освобождения Калужской области от немецко-фашистских захватчиков;
В 2009 году — за организацию и проведение конкурса «7 чудес Калужской области»;
В 2010 году — за документально-художественный фильм-драму «Победа. Дни войны», в 2011 году — за профессиональную и систематическую работу по освещению судеб земляков.
В 2015 году коллектив телерадиокомпании награждён Почётной грамотой Губернатора Калужской области за большой вклад в реализацию проекта «Уникальная видеокнига. Послание потомкам», посвящённого 70-летию Победы в Великой Отечественной войне.
В 2019 году программа телекомпании «Ника» «Решалити-шоу» стала лауреатом конкурса «ТЭФИ-Регион» в номинации «Публицистическая программа».
В 2022 году фильм канала «Космический Парфенон Калуги. Перспектива-2022» (автор Наталья Головатюк) был отмечен Серебряным знаком фестиваля «Зодчество» в номинации «Лучший документальный фильм об архитектуре и архитекторах».

## Статьи и публикации
- Радио «Ника FМ» полностью меняет формат // Антенна-Телесемь : журнал. — 2015.
- «Ника FM» в Книге Рекордов России! // Жить Хорошо : журнал. — 2015. — 1 июня.
- Будем вместе! // Весть : газета. — 2014. — 30 апреля.
- Как проходит калужская радио-революция // Калуга24.ТВ : портал. — 2014. — 10 ноября.
- Сергей Сычёв. Калужское радио: что дальше? // «Калуга 24» : Интернет-портал. — Калуга, 2013. — 7 мая.